# Cyrtandra gracilis
Cyrtandra gracilis är en tvåhjärtbladig växtart som beskrevs av Wilhelm B. Hillebrand och Charles Baron Clarke. Cyrtandra gracilis ingår i släktet Cyrtandra och familjen Gesneriaceae. Inga underarter finns listade i Catalogue of Life.